# Гончаров Руслан Миколайович
Руслан Миколайович Гончаров (20 січня 1973, Одеса) — український фігурист, призер Олімпійських ігор.

## Спортивна кар'єра

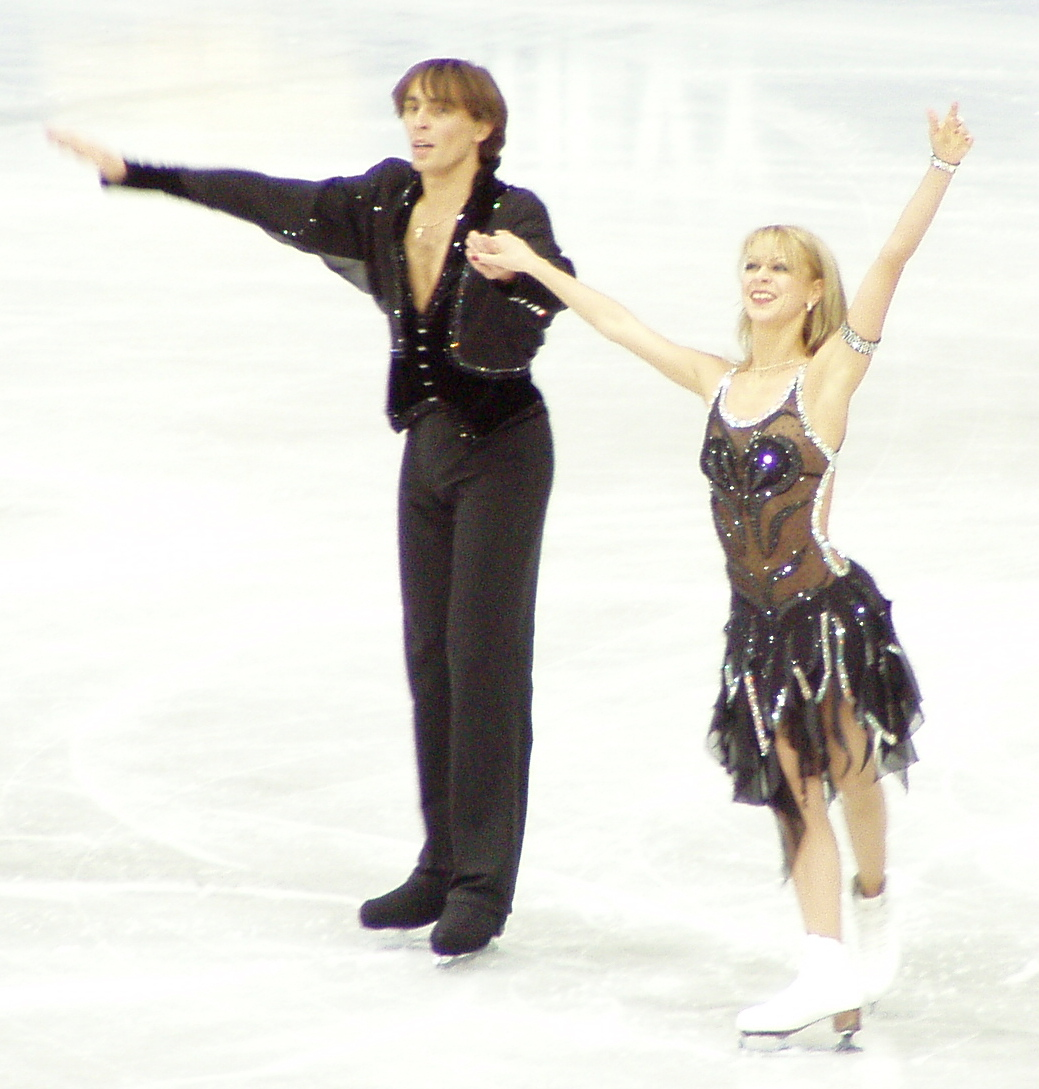
Олена Грушина та Руслан Гончаров Чемпіонат світу з фігурного катання 2004

Руслан Гончаров тренувався в Одесі в спортивному клубі Збройних Сил України.
Олімпійську медаль він виборов на Туринській Олімпіаді в спортивних танцях у парі з Оленою Грушиною.
Руслан Гончаров по закінченні кар'єри залишається в рідній країні, беручи участь у низці соціальних і культурних пректів. Серед пов'язаних безпосередньо з фігурним катанням — він займається тренерською практикою: від осені 2009 року на базі ковзанки в ТРЦ «Термінал» у Броварах (місто-супутник Києва) відкрилась перша українська Академія фігурного катання (в т.ч. і завдяки сприянню Національної федерації з фігурного катання), де Руслан Гончаров є головним тренером і організатором занять.